# 밀리터리 패트롤

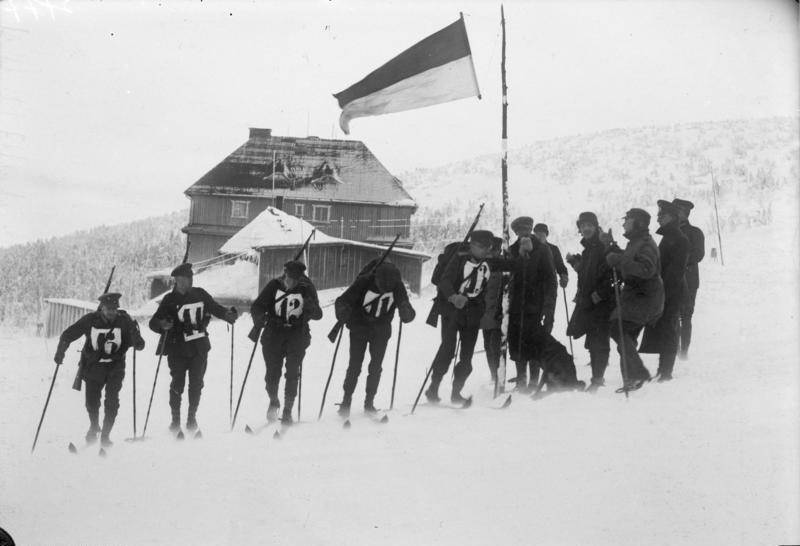

밀리터리 패트롤(Military patrol)은 크로스컨트리 스키, 스키 등산, 소총 사격 등을 겨루는 겨울 스포츠이다. 바이애슬론의 전신 격인 스포츠로 여겨진다.

## 같이 보기
- 세계 군인 체육 대회